# Фанк
Фанк (англ. funk) — музыкальный жанр, зародившийся в афроамериканских общинах в середине 1960-х годов, когда музыканты создали ритмичную, танцевальную новую форму музыки посредством смешения различных музыкальных жанров, которые были популярны среди афроамериканцев в середине 20-го века. Он ослабляет акцент на мелодии и аккордовых прогрессиях и фокусируется на сильном ритмическом груве басовой линии и партии барабанов, которые создают «гипнотическое» и «танцевальное» ощущение.
Формирование фанка началось в противовес растущей коммерциализации ритм-н-блюза. Основоположниками стиля стали Джеймс Браун, Джордж Клинтон (Parliament-Funkadelic) и Слай Стоун (Sly and the Family Stone).

## Происхождение названия
Слово «фанк» жаргонное, обозначает «танцевать так энергично, чтобы вспотеть». Фразы «Get funk!, Get funky!» джазовые музыканты употребляли с начала XX века при обращении к зрителям. Наряду с ним употреблялось слово «сканк» (англ. skunk). Впоследствии слово фанк закрепилось за стилем музыки, который считается наиболее танцевальным во всём ритм-энд-блюзе.

## Стилистические особенности
Фанк, прежде всего, танцевальная музыка, что определяет его музыкальные особенности: предельная синкопированность партий всех инструментов (синкопированный бас называется «фанкующим»), пульсирующий ритм, кричащий вокал, многократное повторение коротких мелодических фраз. Ларри Грэму часто приписывают изобретение «ударной техники игры на бас-гитаре» слэп, который стал отличительным элементом фанка. Гитаристы в фанковых группах играют в ритмичном стиле, часто используя эффект звука wah-wah. «Мёртвые» или приглушённые ноты используются в риффах, чтобы усилить ударные элементы. 
Последователем фанка в новом веке стал стиль funktronica, современное развитие синт-фанка.

## История

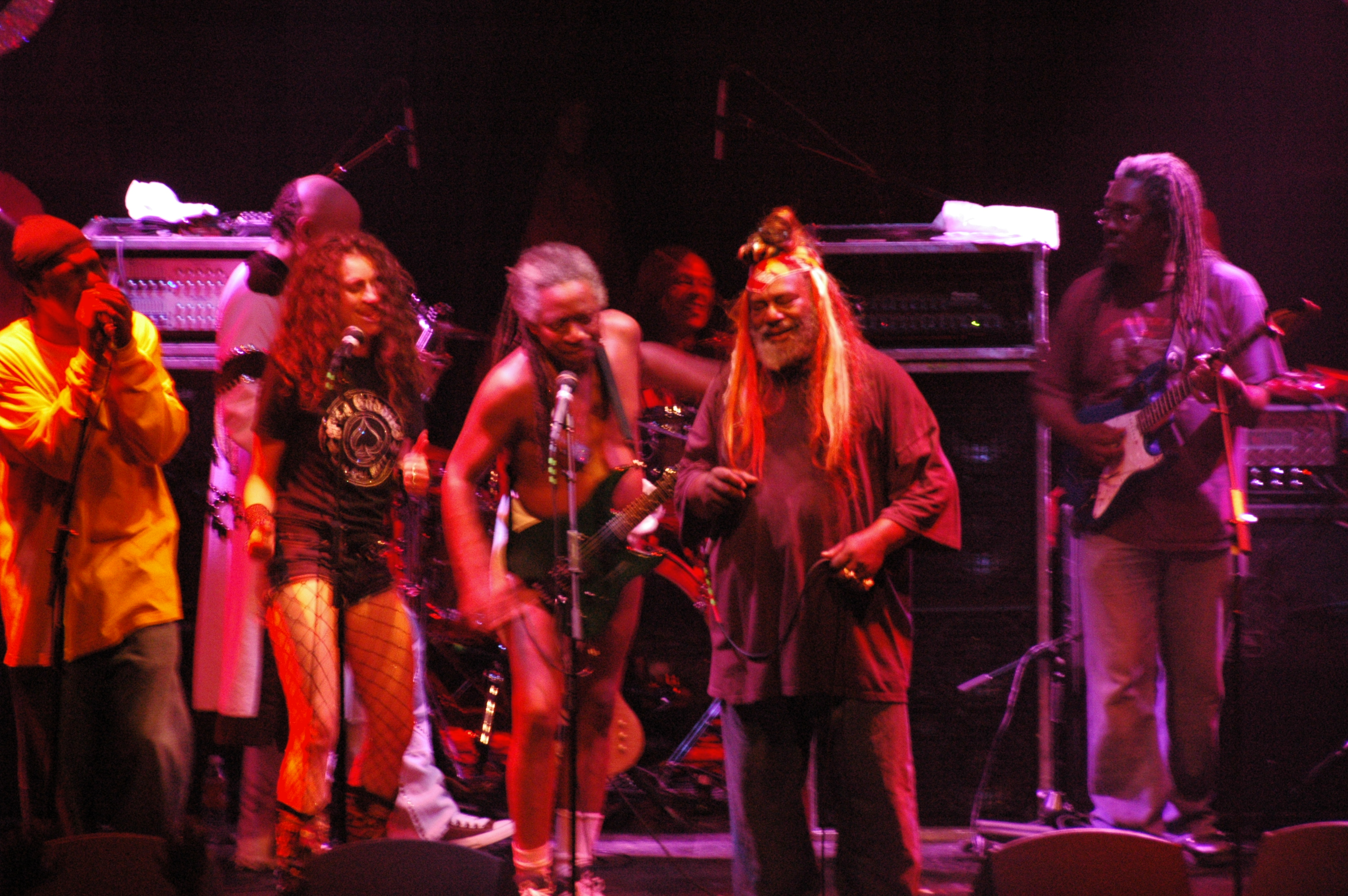
Джордж Клинтон и группы Parliament и Funkadelic

Фанк появился в середине 1960-х годов в США, как видоизменённый утяжелённый соул. Изобретатель и «крёстный отец» фанка Джеймс Браун начинал, как певец соула и ритм-энд-блюза. Первой записью в стиле фанк считаются его песни «Papa’s Got a Brand New Bag» и «Funky Drummer» 1965 года. Первоначально, фанк был только развлекательной музыкой («In the Midnight Hour» и «Funky Broadway» Уилсона Пикетта), но в контексте движения за права чернокожих получил и политическое звучание.
Классические записи фанка относятся к рубежу 1960-х и 1970-х годов, когда помимо Джеймса Брауна и Джорджа Клинтона большую популярность получили команды Sly & the Family Stone и Earth, Wind & Fire. В это время и позднее фанк влияет на рок и джаз, порождая переходные стили. Не избежала влияния фанка и альтернативная рок-музыка (Talking Heads, Minutemen). В 1970-х годах одним из создателей и исполнителей стиля «электрофанк» был Херби Хэнкок, оказавший огромное влияние на развитие этого стиля. Фанк оказал значительное влияние на развитие рок-музыки 1990-х годов во многом благодаря белым музыкантам и таким группам как Red Hot Chili Peppers, Primus, Jamiroquai, Beastie Boys, Spin Doctors.
В 1980-е годы Майкл Джексон и Принс получили признание в мировой поп-музыке. В 1990-х годах семплы фанк-хитов широко используются в хип-хопе (преимущественно в хип-хопе Западного побережья); эта традиция продолжается и в наши дни[когда?].

### На английском языке
- Danielsen, Anne (2006). Presence and pleasure: The funk grooves of James Brown and Parliament. Wesleyan University Press, 280 pages. ISBN 978-0-8195-6823-6
- Vincent, Rickey (1996). Funk: The Music, The People, and The Rhythm of The One. St. Martin's Press, 375 pages. ISBN 978-0-3121-3499-0
- Thompson, Dave (2001). Funk. Backbeat Books, 370 pages. ISBN 978-0-8793-0629-8
- Wermelinger, Peter (2005). Funky & Groovy Music Records Lexicon. Peter Wermelinger Switzerland, 460 pages, ill. ISBN 978-3-9522-7731-7